# Idroscalo di Augusta
L'idroscalo di Augusta è stato uno scalo per dirigibili e poi per idrovolanti sito ad Augusta.
L'hangar dirigibili fu costruito in cemento armato per opera della Regia Marina tra il 1917 e il 1920, nel contesto della prima guerra mondiale, e rappresenta un'opera ingegneristica di valore storico e tecnico.
La base, dismessa nel 1991, è compresa oggi in un parco che ospita l'hangar, una collina di eucalipti di quasi 30 ettari, e si trova sulla Strada Provinciale ex 193.

## Storia

### L'hangar dirigibili

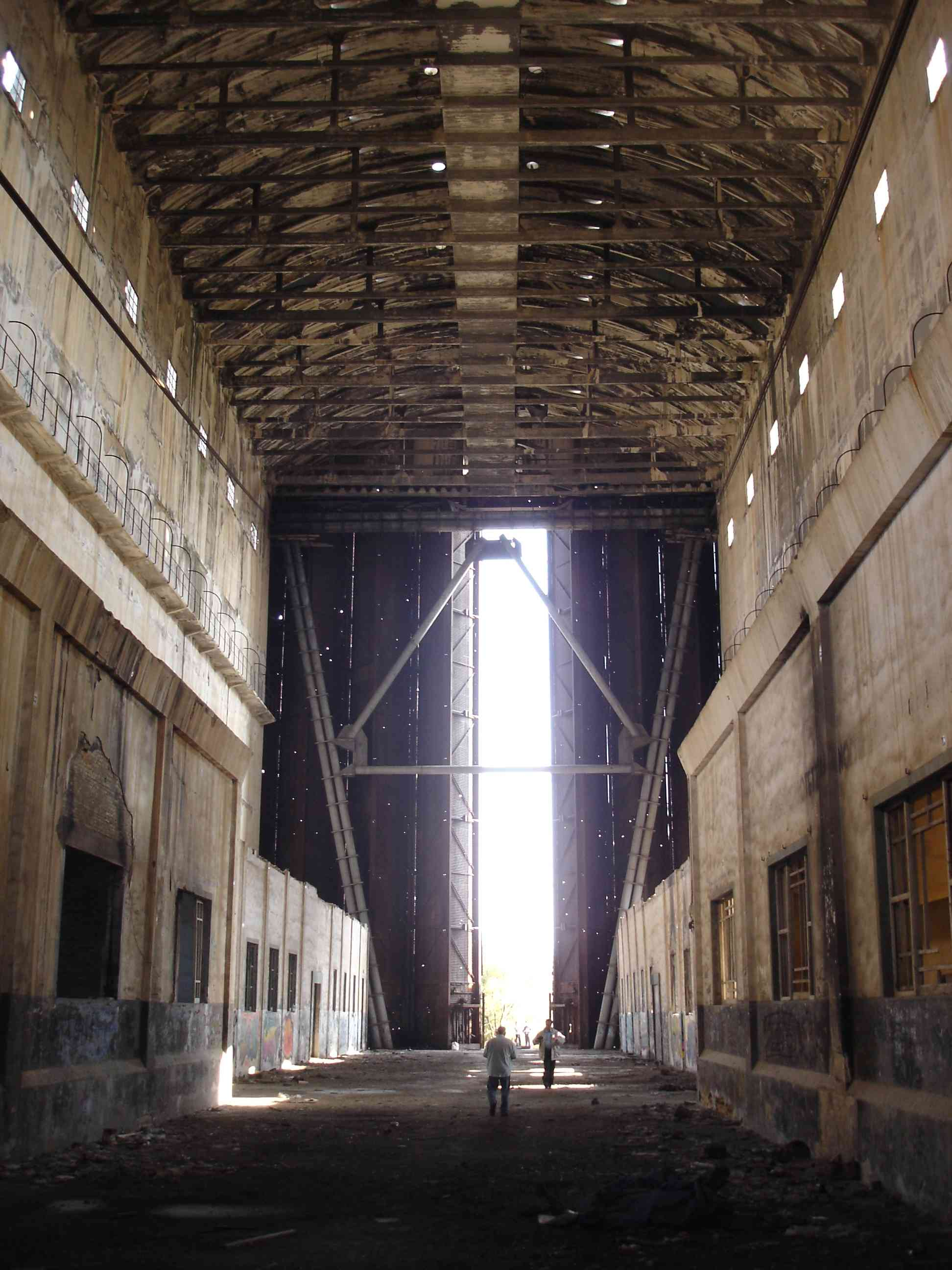
L'interno dell'hangar dirigibili nel 2005

La progettazione fu affidata allo studio brindisino dell'ingegnere Antonio Garboli di Milano, un pioniere delle strutture in cemento armato. Difatti la struttura rappresenta un lavoro di ingegneria avveniristico per i primi anni del XX secolo. La costruzione, intesa a difendere, nel contesto della prima guerra mondiale, la cosiddetta rada megarese dall'azione dei sommergibili U-Boot, fu iniziata nel novembre del 1917 e terminata tre anni dopo, a guerra ormai da tempo finita. Durante gli ultimi mesi della prima guerra mondiale l'aeroscalo fu alle dipendenze del 3º Gruppo dirigibili di Messina.
L'aeroscalo di Augusta della Regia Marina, dopo la guerra, ospitò comunque dirigibili utilizzati per fini di addestramento e ricognizione, e ciò fino al 1925, quando l'area venne convertita in idroscalo.
In particolare due dirigibili, ambedue progettati da Umberto Nobile.
Il primo, nel 1924, è stato il dirigibile OS da 5000 metri cubi che faceva parte di un gruppo di dirigibili in servizio a Ciampino. Aveva una lunghezza di 67,7 m e un diametro di 13,6 m, era dotato di un motore della potenza di 254 hp che gli permetteva di raggiungere una velocità massima di 85 km/h, poteva portare un carico utile di circa 15 q ad una quota di 3000 m di altezza con un'autonomia di volo di 1700 km. La navicella che poteva accogliere una mezza dozzina di uomini era collegata all'involucro tramite tiranti. Costruito nel 1922, il dirigibile OS è stato assegnato alla Regia Marina anche se aveva a bordo un equipaggio dell'Aeronautica.
Il secondo, nel 1925, è stato il dirigibile N2, di nuovissima costruzione e della stessa tipologia del dirigibile N2 (il Norge) con il quale Nobile effettuò con successo la trasvolata del Polo Nord nel maggio del 1926. Costruito appositamente per la Marina Italiana, aveva una lunghezza di 82,3 m e una diametro di 12,8 m, con un motore di 470 hp raggiungeva una velocità massima di 110 km/h e trasportava un carico utile 34,5 q fino ad una quota di 3100 m con una autonomia di volo di 5000 km.

### L'idroscalo
Nel 1925 fu realizzato l'idroscalo, che era stato preso in carico dalla Regia Aeronautica, riadattando l'hangar dirigibili e costruendovi a fianco due hangar metallici. Inaugurato il 28 marzo 1926, lo specchio d'acqua antistante fu utilizzato per il decollo e l'ammaraggio degli idrovolanti. Il Regio idroscalo di Augusta fu titolato a Luigi Spagnolo, tenente pilota e medaglia d'argento al valor militare alla memoria. Vi fu di stanza la 184ª squadriglia idrovolanti, con aerei Savoia-Marchetti S.59 e S.59bis.
Durante la seconda guerra mondiale, nel maggio 1943 la città di Augusta e la zona dell'idroscalo vennero bombardati da raid degli Alleati. Dopo lo sbarco alleato in Sicilia del luglio 1943, lo scalo divenne la sede della Royal Air Force, fino al 1946. Da quella data fino al 1950 fu utilizzato dalla società inglese "BOAC" come scalo civile, al centro delle rotte transoceaniche dall'Inghilterra all'Australia.
Dopo essere stata per alcuni anni inutilizzata, la base ospitò dal 1º agosto 1956 il 1º Gruppo elicotteri dell'Aviazione Navale, trasferito nel 1959 presso l'aeroporto di Catania-Fontanarossa, e una sezione aerea della Guardia di Finanza fino al 1991, quando fu trasferita a Catania.
La struttura rimase poi in stato di abbandono, per effetto di una inefficace gestione condivisa tra Marina Militare, Guardia di Finanza e Demanio.

### La dismissione

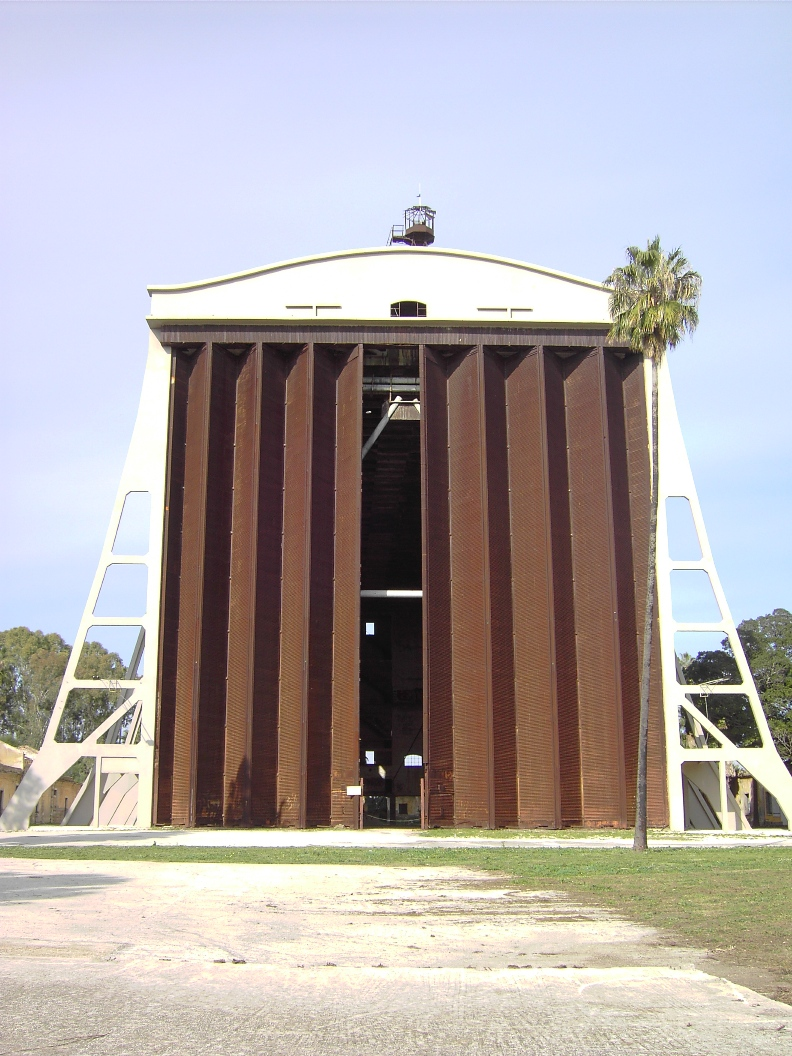
L'hangar nel 2011

Il 24 dicembre 1987 l'Assessorato della Regione Siciliana per i Beni Culturali dichiara l'hangar per dirigibili "opera di alto interesse storico-monumentale per l'eccezionalità delle caratteristiche costruttive che lo contraddistinguono.... prezioso esempio di architettura.... e valida testimonianza sullo stato dell'arte delle grandi costruzioni in cemento armato dell'inizio del secolo".
Neppure il cosiddetto "terremoto di Augusta" (1990) lo abbatté e ciò indusse degli ingegneri giapponesi a mandare una delegazione che ne studiasse le proprietà antisismiche.
Nel 2004 la concessione di 6 ettari del Parco dell'Hangar torna al Comune di Augusta, che dal 27 gennaio 2006 ne affida la gestione all'associazione di volontariato Hangar Team Augusta. L'Hangar Team nasce nel 2002 su iniziativa di alcuni appassionati. L'avv. Raffaele Migneco venne eletto quale Presidente, ed il giornalista Gianni D'Anna amministratore. Dal 2007 al dicembre 2009 l'hangar è stato oggetto di lavori di restauro finanziati dai fondi per il terremoto del 1990 e poi riaperto al pubblico e affidato alla cura dei volontari dell'associazione.
L'Assessorato ai beni culturali della Regione Siciliana ha dichiarato nel 2014 il complesso monumentale denominato "Aeroscalo per Dirigibili" di interesse culturale ai sensi dell'art. 10 del Codice dei Beni Culturali.
Il Comune di Augusta, ritenendo di non dover continuare nella gestione del sito, nel settembre 2016 lo ha riconsegnato al Demanio. Dal 2013 il sito è chiuso alla pubblica fruizione e dal 25 marzo 2016, con ordinanza del Sindaco, tutta l'area del Parco dell'Hangar viene interdetta per motivi di sicurezza.

## Specifiche tecniche
La costruzione ha un ingombro massimo di 105,5 metri di lunghezza, 45,2 metri di larghezza e 37 metri di altezza. Le dimensioni dello spazio interno utile sono 100 × 26 × 31 metri. La struttura portante è costituita da quindici telai in calcestruzzo con interasse di 6,60 m. I tamponamenti sono in laterizio su travi di collegamento orizzontali poste a 4,50 metri l'una dall'altra. La copertura a botte si sviluppa per tutta la lunghezza completa l'originale forma esterna, mentre all'interno, grazie alla soluzione dei telai esterni, risulta un unico spazio vuoto che doveva servire per il ricovero di dirigibili fino a 12000 metri cubi.